# Rosopaella crofta
Rosopaella crofta är en insektsart som beskrevs av Webb 1983. Rosopaella crofta ingår i släktet Rosopaella och familjen dvärgstritar. Inga underarter finns listade i Catalogue of Life.